# Kojetín (ort i Tjeckien, Vysočina)
Kojetín är en ort i Tjeckien.   Den ligger i regionen Vysočina, i den centrala delen av landet, 100 km sydost om huvudstaden Prag. Kojetín ligger 525 meter över havet och antalet invånare är 163.
Terrängen runt Kojetín är platt. Runt Kojetín är det ganska glesbefolkat, med 43 invånare per kvadratkilometer. Närmaste större samhälle är Havlíčkův Brod, 7,8 km sydväst om Kojetín. Trakten runt Kojetín består till största delen av jordbruksmark.